# Vytegra (rivière)
Pour les articles homonymes, voir Vytegra (homonymie).
La Vytegra (en russe : Вытегра) est une rivière de l'Oblast de Vologda, en Russie, et un affluent du Svir par le lac Onega, dans le bassin versant de la Neva. 

## Géographie
Elle est longue de 64 km. La Vytegra coule du lac Matko jusqu'au lac Onega (bassin de la Baltique). Elle fait partie de la voie fluviale Volga-Baltique. Un canal (bief de partage), le canal Mariinsky, la relie à la Kovja, au Lac Beloïe et à la Volga (bassin aralo-caspien).

### Bassin versant
La superficie de son bassin versant est de 1 670 km2.